# Люцернский молот

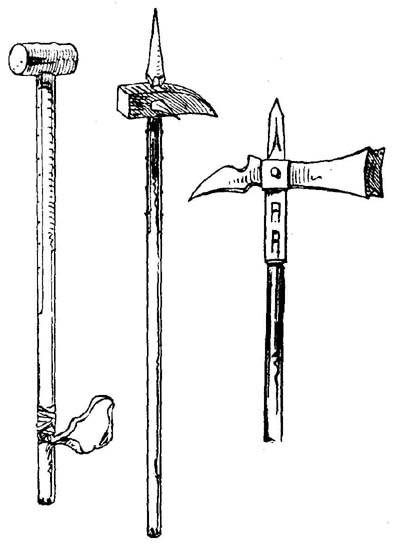
Боевые молоты XIV в. Слева — простейший свинцовый, справа — люцернский молот (верхняя часть)

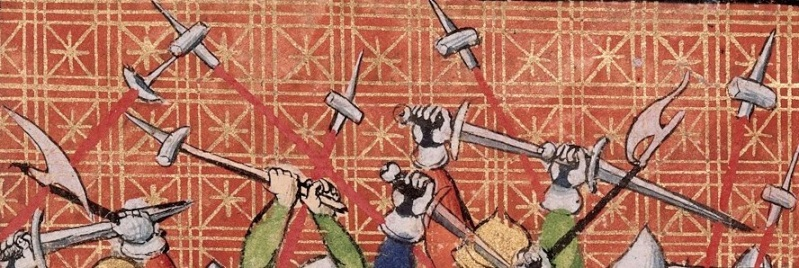
Оружие участников восстания майотенов во Франции (1382). Фрагмент миниатюры XV в.

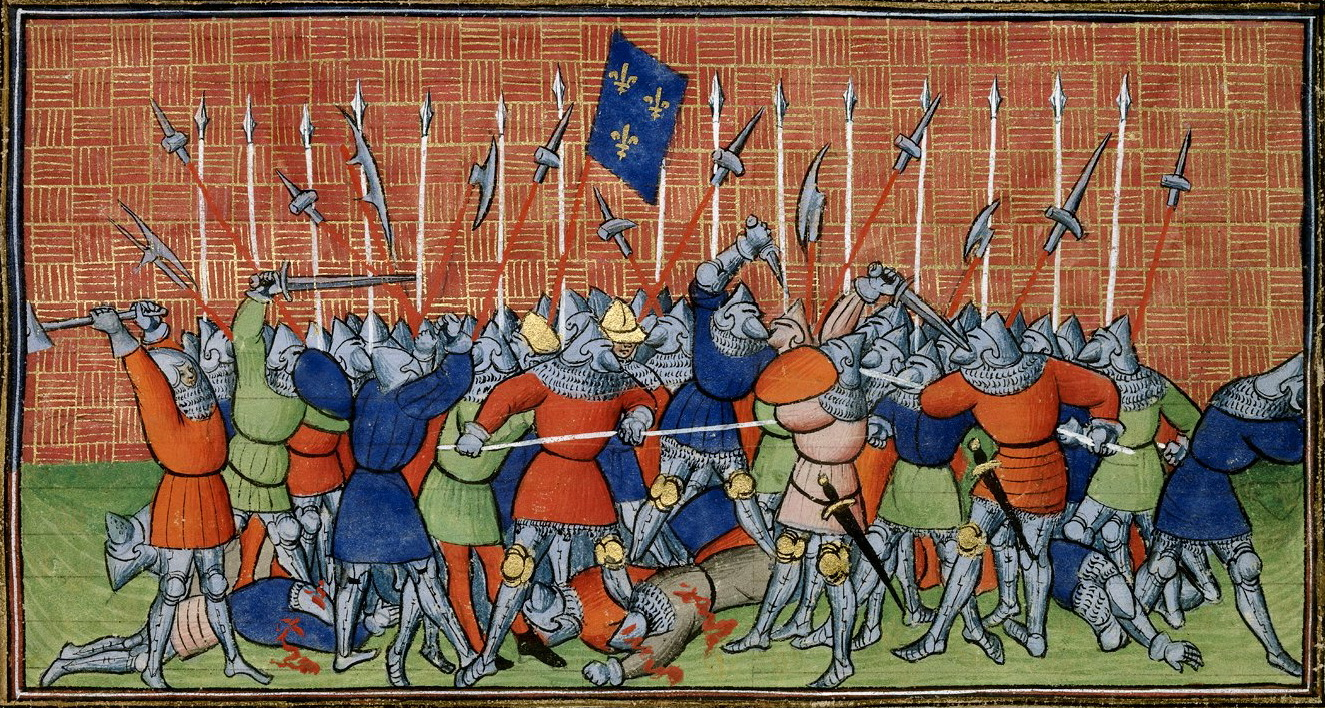
Битва при Куртре 1302 года в представлении художника XV в. Миниатюра из «Больших Французских хроник»

Люцернский молот — разновидность боевого молота, возникшая в Швейцарии в конце XIV века и бывшая на вооружении европейской пехоты до XVII века включительно. Название происходит от кантона Люцерн в Швейцарии. Представляет собой длинное (до 2 метров) окованное древко с боевой частью в виде граненной пики длиной до 0,5 м и молота в её основании. Молот ковался двухсторонним — одна сторона в виде клюва (клевца) для выполнения зацепов, вторая в виде зубчатого молотка для оглушения противника, в отдельных образцах молотов зубцы ковались достаточно острыми. По своему назначению относился к древковому ударно-дробящему оружию (а вернее — к ударно-пробивающему полэксу). Причина возникновения — военные действия швейцарской пехоты против немецкой и французской кавалерии, где всадник и лошадь несли достаточно качественную броню, выявили малую эффективность традиционных алебард во время боя кавалерии с пехотой — рубящая часть алебарды не в состоянии была пробить броню кавалериста — и потребовалось оружие с более качественными пробивающими характеристиками, снабжённое в то же время пикой для отражения атаки кавалерии в строю. Этим оружием и стал люцернский молот. Высокая эффективность его обеспечила этому оружию долгую службу до тех пор, пока от алебард вообще не стали отказываться.
Аналогичным люцернскому молоту оружием был французский бек де корбин (фр. Bec de Corbin), отличавшийся разве что длиной древка.